# Kelenföldi Városközpont
A Kelenföldi Városközpont a XI. kerületben, az Etele út, a Tétényi út és a Vahot utca által közrezárt területen található, a Tétényi út 63 és az Etele út 53-55 szám alatti telkeken. Kereskedelmi és szolgáltató létesítmény a Kelenföldi lakótelepen, amelyet a Fővárosi Önkormányzat Csarnok és Piac Igazgatósága (CSAPI) üzemeltet. Tágabb vonatkozásban a központ magába foglalja a Vahot utca – Bártfai utca – Tétényi út által határolt, 1 hektáros, felújított parkot, közepén a mesterségesen kialakított Bikás-dombbal. A BKV autóbuszvonalainak egyik megállója, korábban Kelenföld, városközpont, 2014-től, a 4-es metró átadása óta Bikás park néven. A déli szakaszán a Kelenföld vasútállomásig meghosszabbított 1-es villamos 2019 óta áll meg az üzletközpont előtt az Etele úton.

## Épületek
A tér meghatározó épülete az üzletközpont és mögötte a volt Olimpia mozi és mellette a Budapesti Művelődési Központ tömbje. Utóbbi emeletén működik a Fővárosi Szabó Ervin Könyvtár egyik tagkönyvtára. Az épületek emeleti szintjeit külső függőfolyosók és lépcsők rendszere köti össze. Az üzletközpontban cukrászda, kávézó, fitnesz terem, lottózó, gyógyszertár, kisebb üzlethelyiségek, valamint 2013. márciusa óta egy CBA élelmiszerüzlet található. Előtte ugyanott egy Match üzlet működött. Az üzletközpont és a könyvtár között – a volt Szakasits Árpád szobor helyén – emelt épületben 1995-ben nyílt egy Burger King gyorsétterem. A Vahot utcai szárny mögötti zöldség-gyümölcs piac az elmúlt évtizedek alatt sokat veszített a forgalmából. A parkolóban szombatonként 9-13 óra között megtartott MDF-piac heti vásár népszerűsége változatlan. A komplexum annak átadása óta nem volt komolyabban felújítva. A kezdetek óta fővárosi tulajdon és a BUDAPEST VÁSÁRCSARNOKAI Piacokat, Üzletközpontokat és Vásárcsarnokokat Üzemeltető Kft. (2021 előtt: Fővárosi Önkormányzat Csarnok és Piac Igazgatósága) kezelésében áll.

## Története
A Kelenföldi lakótelep közepén a 43. sz. Állami Építőipari Vállalat felvonulási épületeinek helyére a Kelenföldi Városközpont és a Bikás-domb körüli park Zilahi István és Bede József tervei alapján épült meg 1974 és 1979 között. Az itt található Tétényi úti Bevásárlóközpontot 1979-ben adták át, ekkor nyílt meg az ebben az épületben levő kezdetben népszerű Olimpia mozi is, ezt azonban 2000-ben bezárták. Azóta egy keresztény gyülekezet használja. Szintén 1979-ben nyílt meg az épületben a Fővárosi Szabó Ervin Könyvtár Kelenföldi Könyvtár névre hallgató tagkönyvtára a szintén ebben az évben megnyíló Budapesti Művelődési Központ emeletén.

## Közlekedése
Az autóbuszok megállóhelyét az M4-es metró átadása után Bikás park metróállomás névre nevezték át.
Az alábbi járatok állnak meg a megállóhelyen:

 

 1

 7, 58, 114, 153, 213, 214

 689, 691

 901, 907

## Képtár

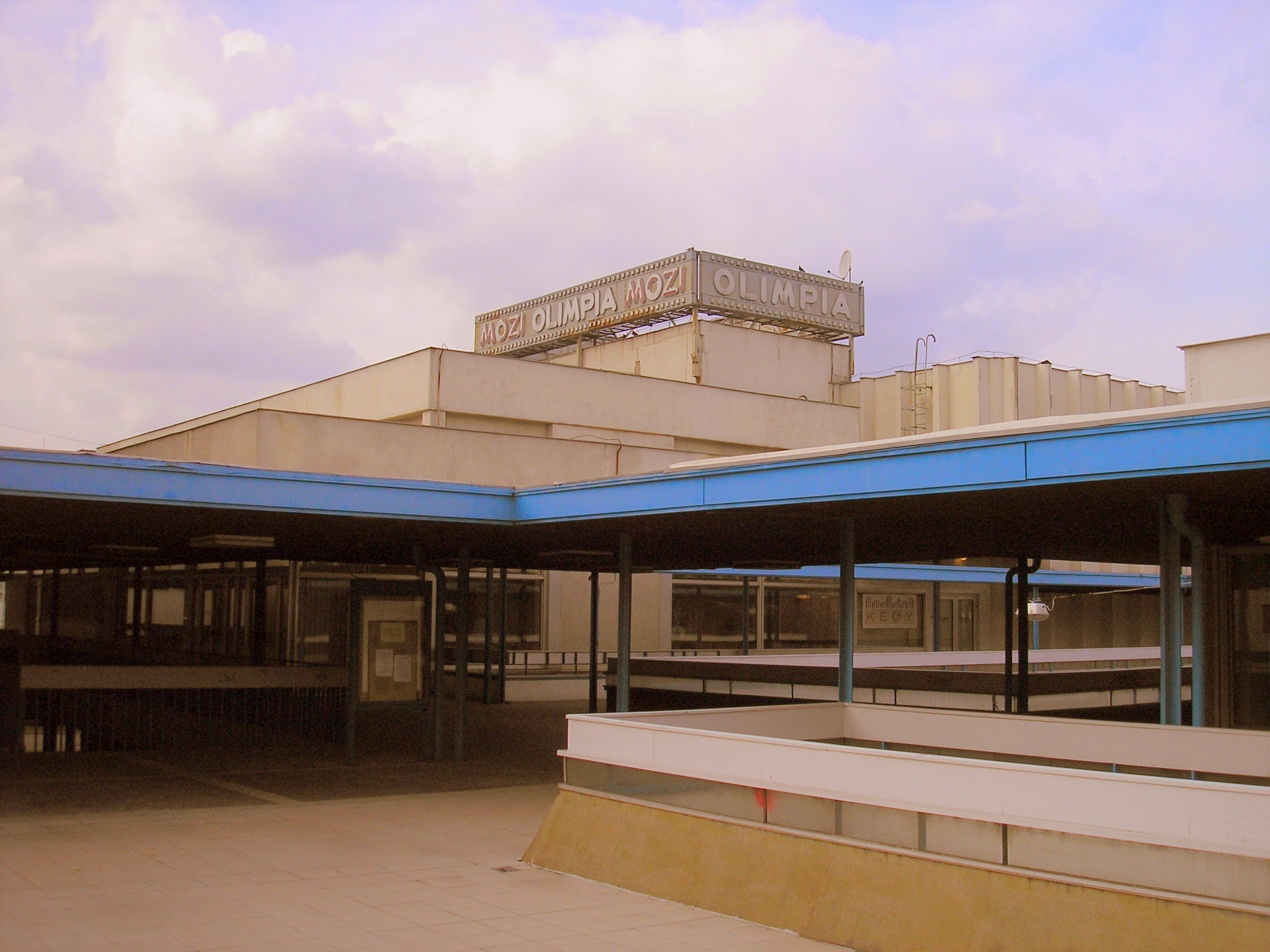
Az egykori Olimpia mozi bejárata
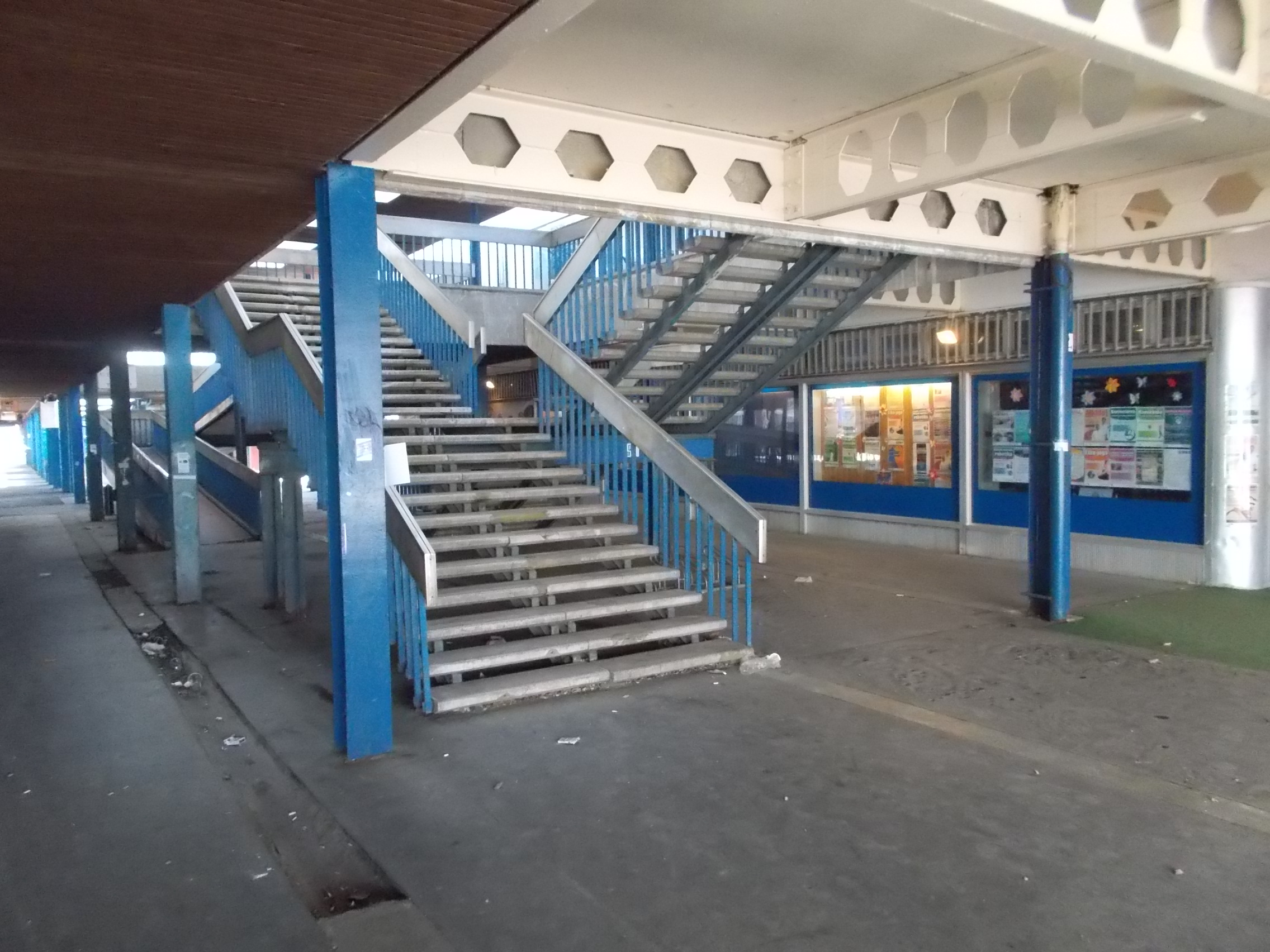
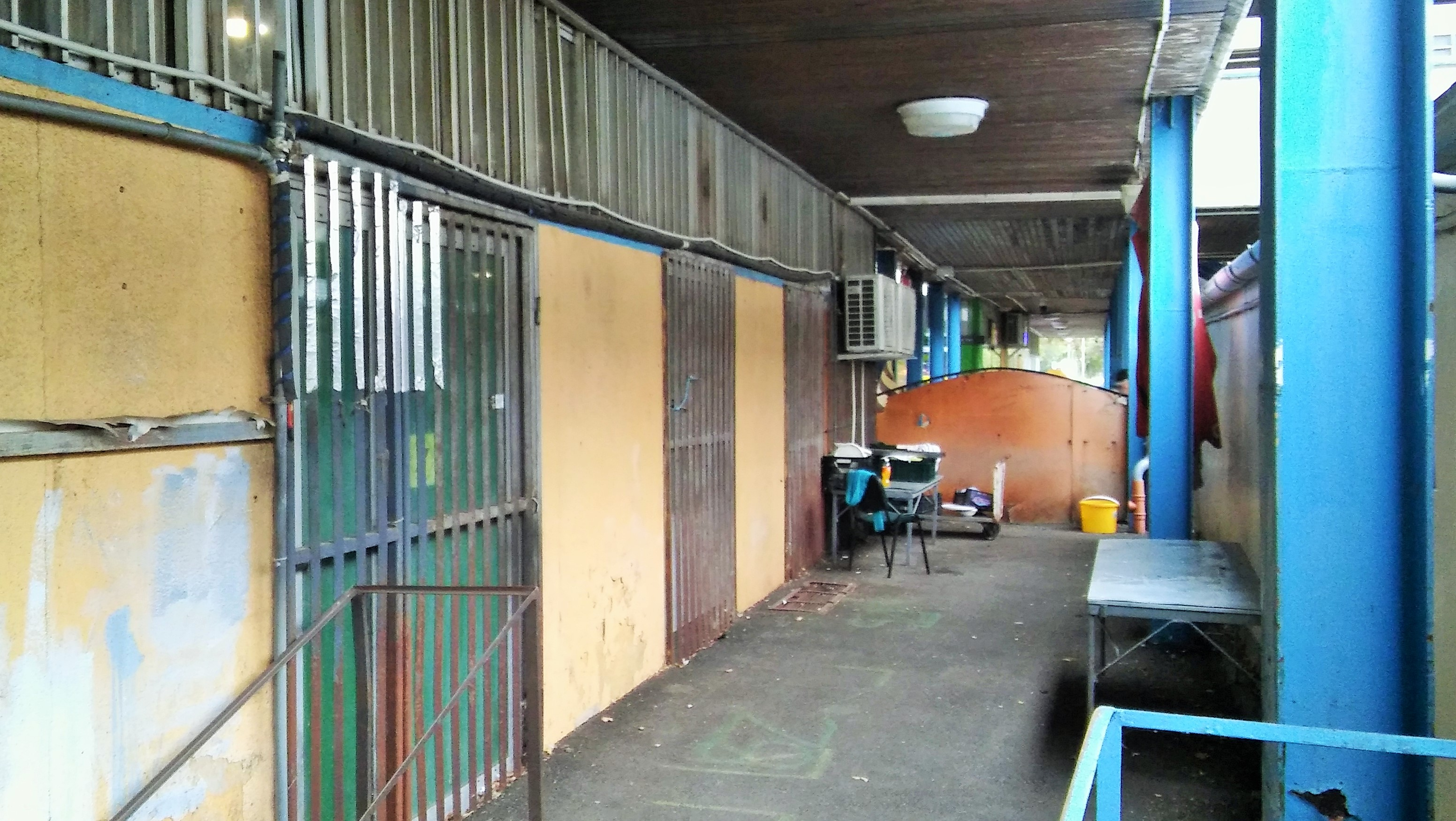
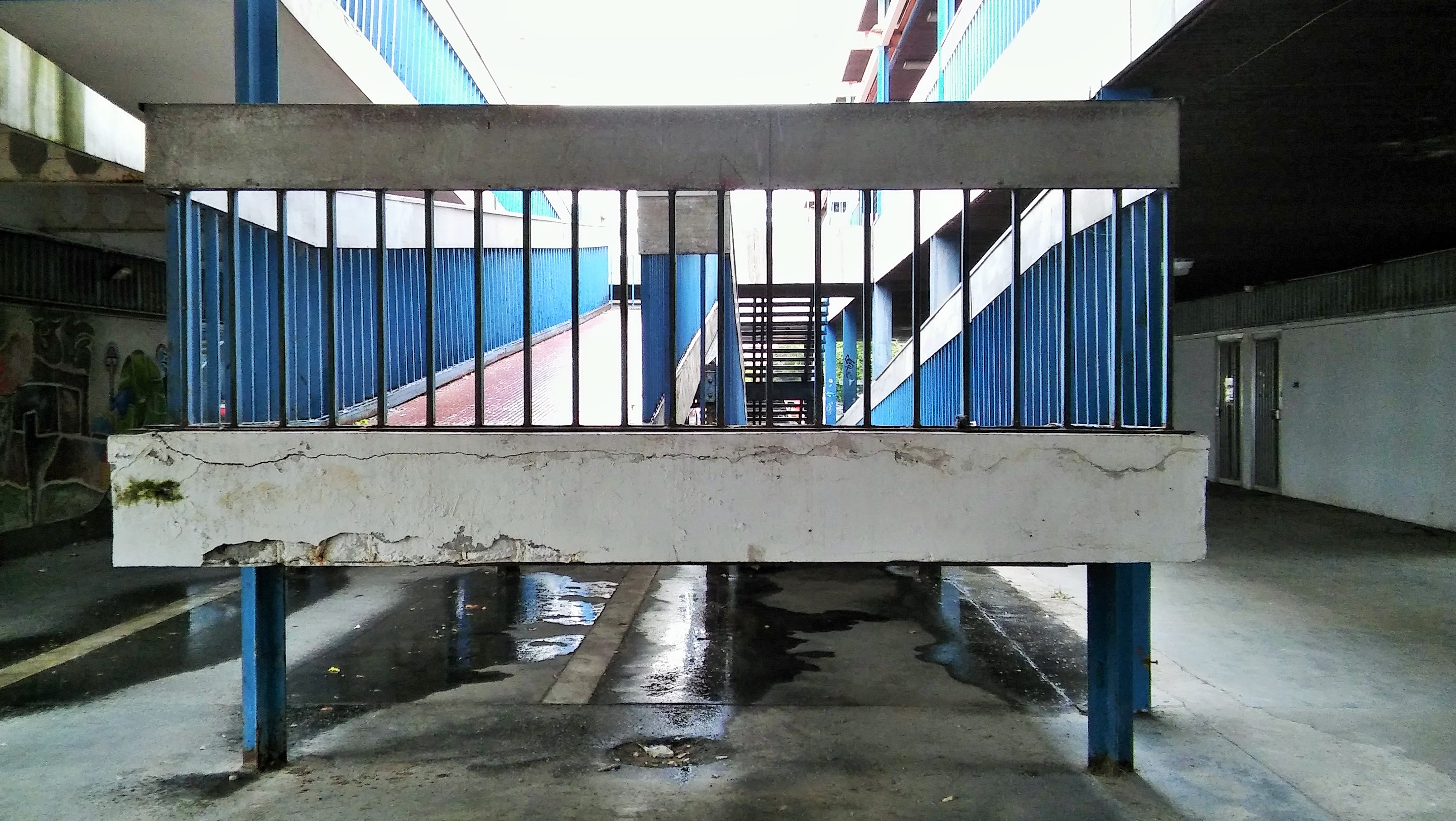
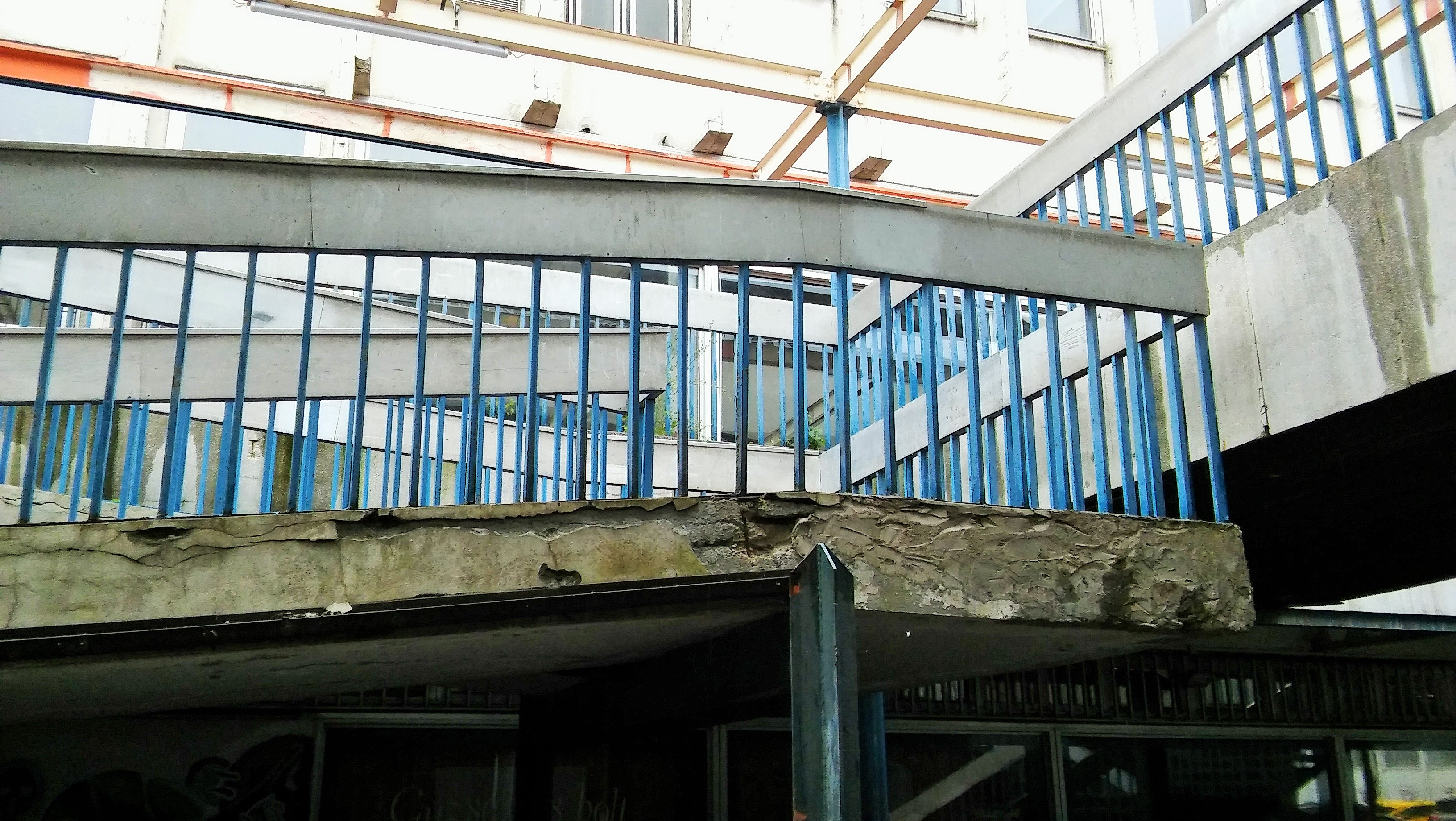
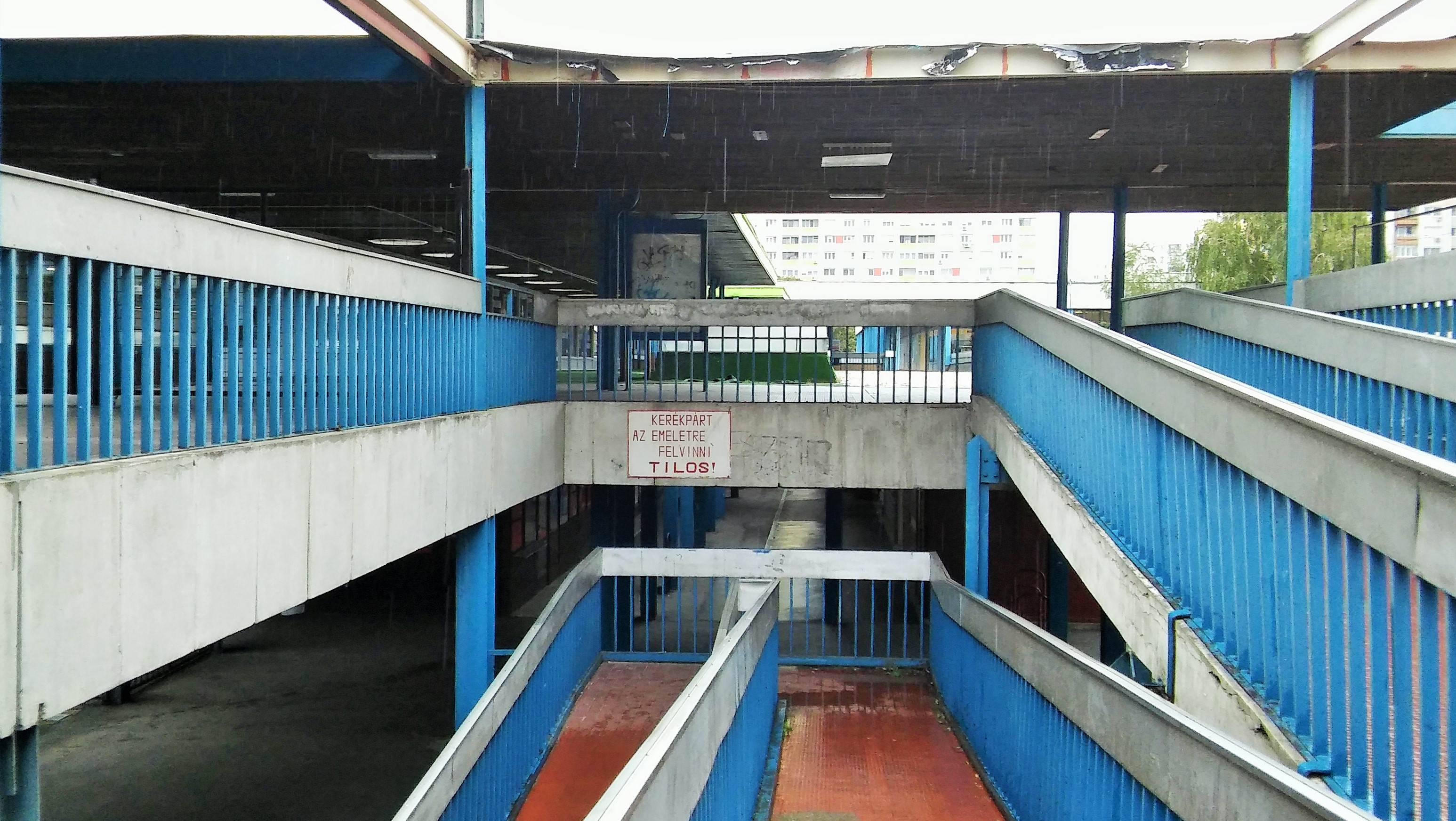
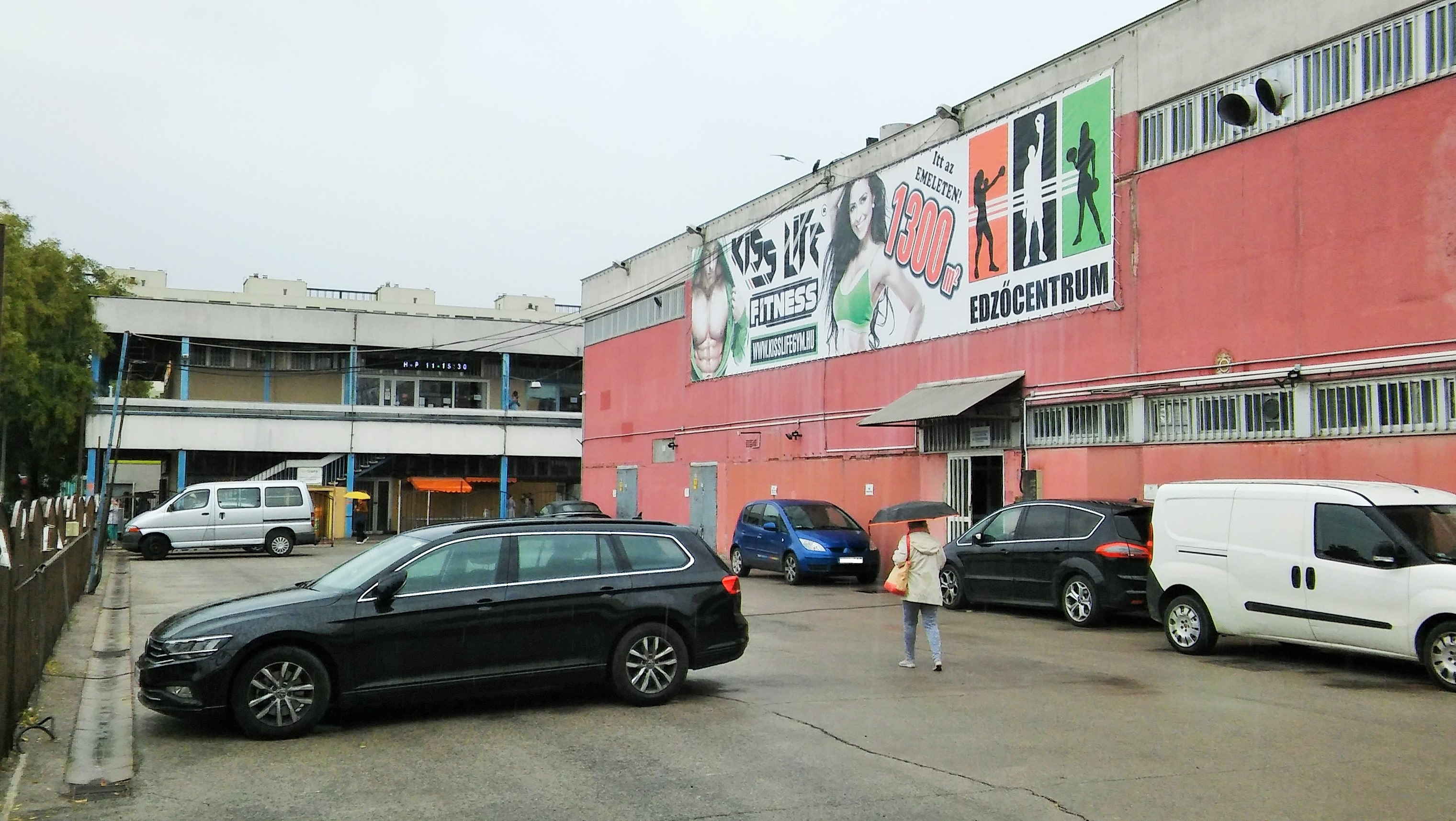
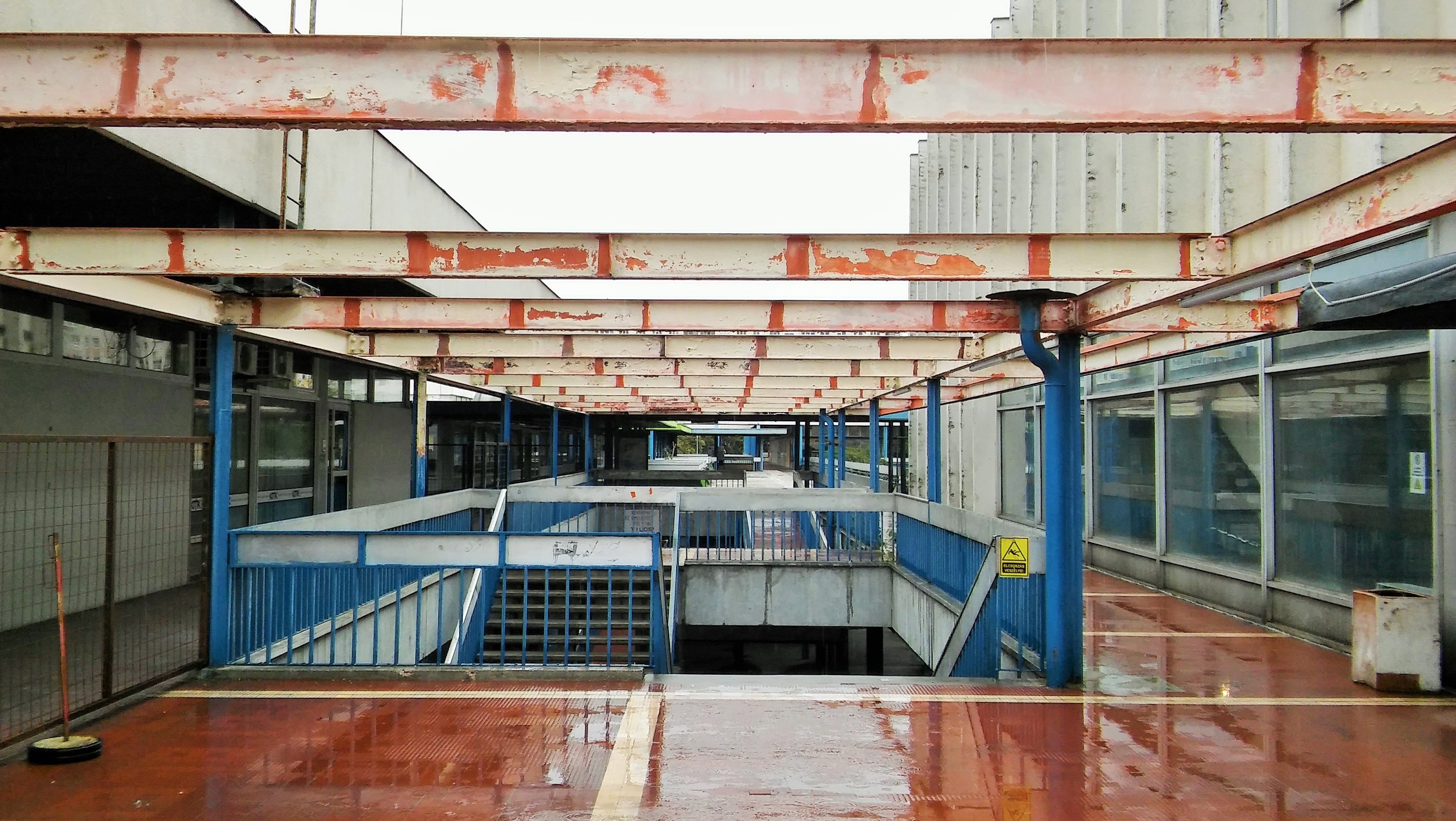
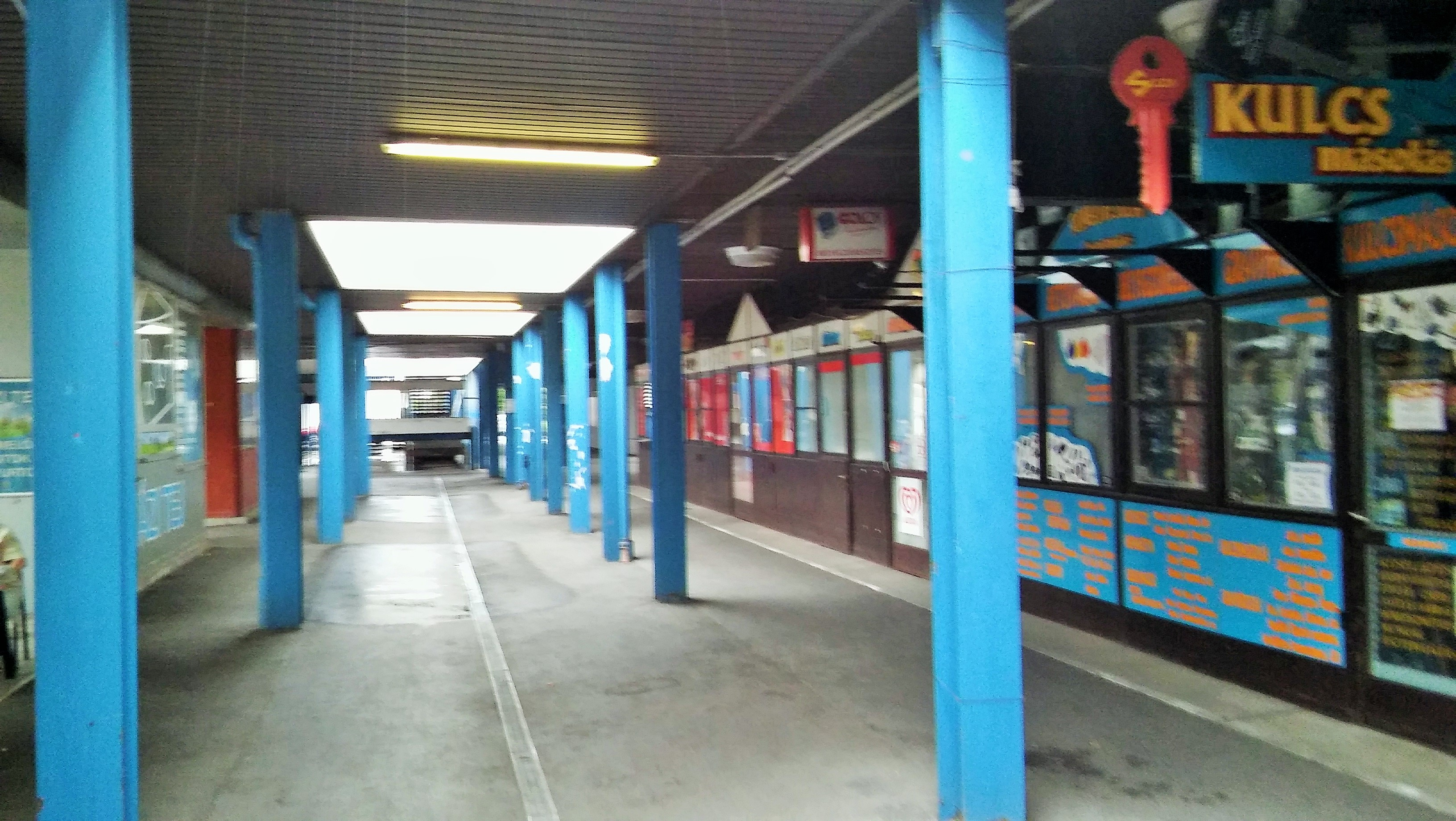
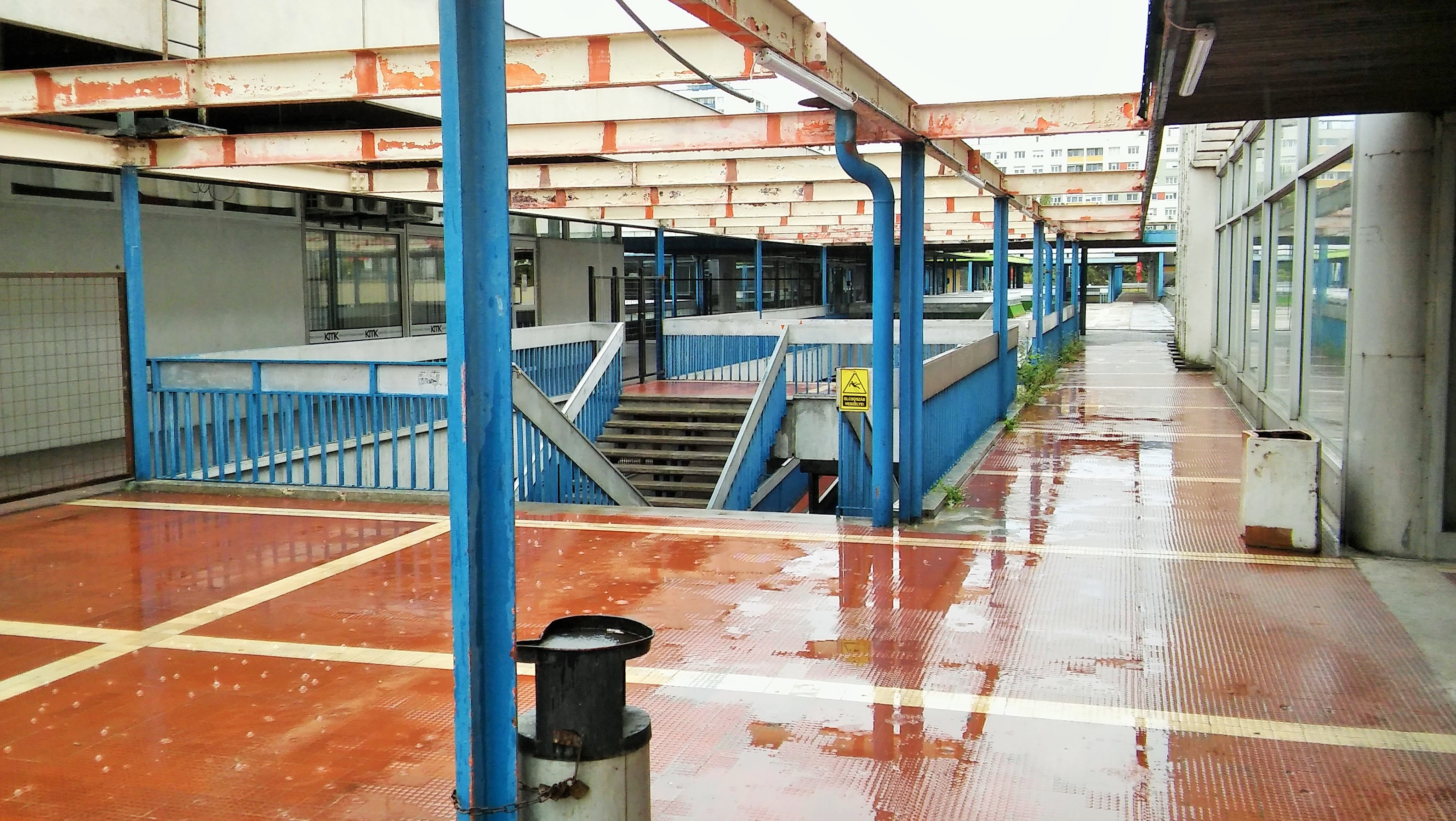
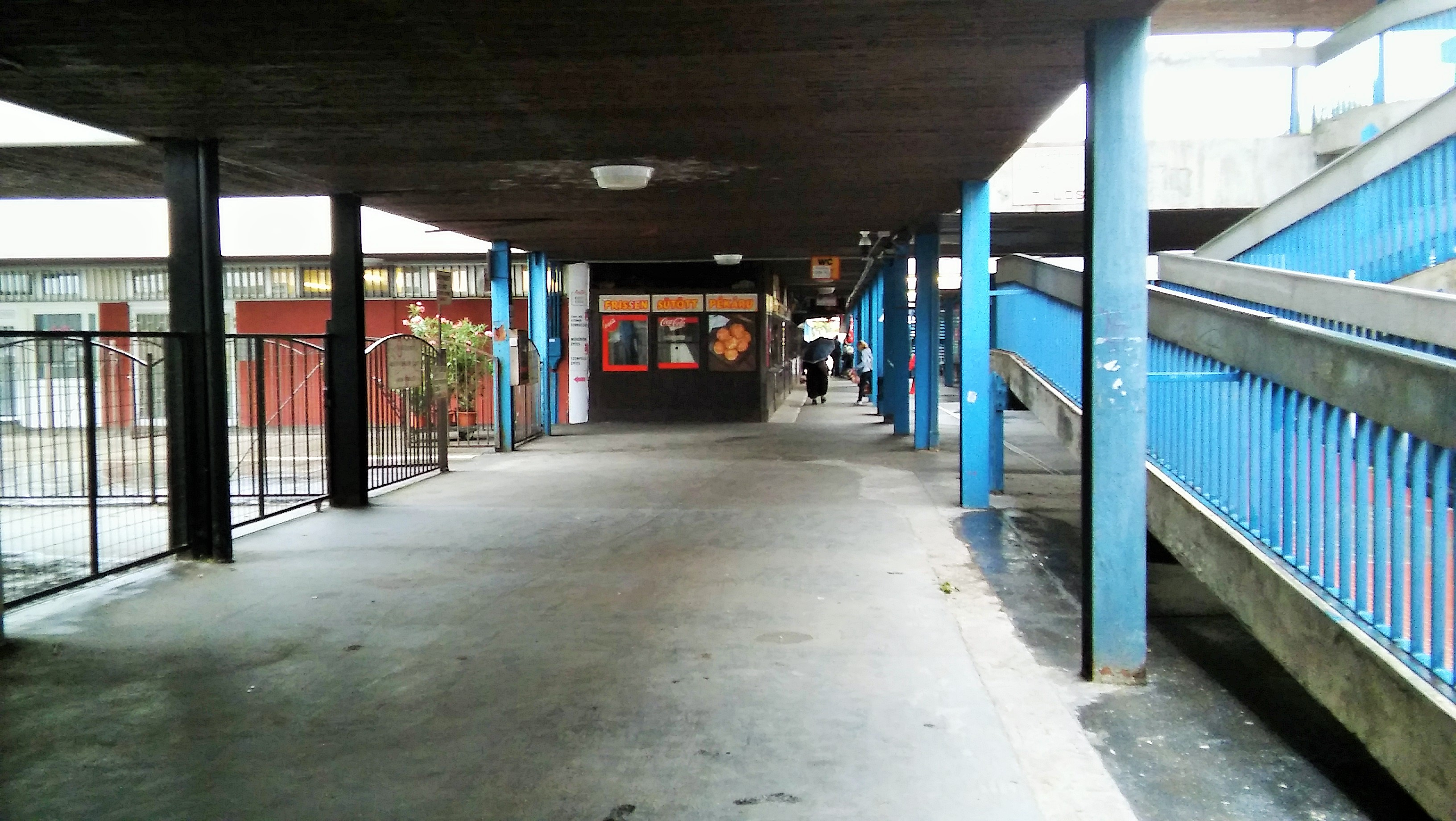

## Külső hivatkozások
- Papp Géza: Kinek kell a Kelenföldi Városközpont? Archiválva 2008. december 23-i dátummal a Wayback Machine-ben (hg.hu, 2008. szept. 5.)
- Pesti Mónika: Az antialvóváros kísérlete (lechnerkozpont.hu, 2019. okt. 21.)
- Vincze Miklós: Rövidesen lebonthatják a Tétényi úti üzletközpontot, kilencszintes óriás is kerülhet a helyére (24.hu., 2021. szept. 10.)
- Vincze Miklós: Változtatási tilalom alá helyezik a korábban lebontani vágyott Kelenföldi Városközpont területét (24.hu., 2022. szept. 3.)
- Kovács Dániel: Szocreál és késő modern Budapest, Kedves László Könyvműhelye, Budapest, 2024, ISBN 9786158219150